# Chloroclystis actephilae
Chloroclystis actephilae es una especie de polilla perteneciente a la familia Geometridae. Se encuentra en el sur de la India.